# Eton mess
Eton mess er en traditionel engelsk dessert, der består af en blanding af jordbær, marengs og flødeskum. Den nævnes første gang på skrift i 1893, og man mener den stammer fra Eton College og den bliver serveret ved den årlige cricketkamp mod eleverne på Harrow School.